# Lancaster Gate (Metropolitano de Londres)
Lancaster Gate é uma estação do Metropolitano de Londres localizada na linha Central perto de Lancaster Gate na Bayswater Road em Paddington (Cidade de Westminster), ao norte de Kensington Gardens. Fica entre Queensway e Marble Arch na linha Central e está na Zona 1 do Travelcard.

## História

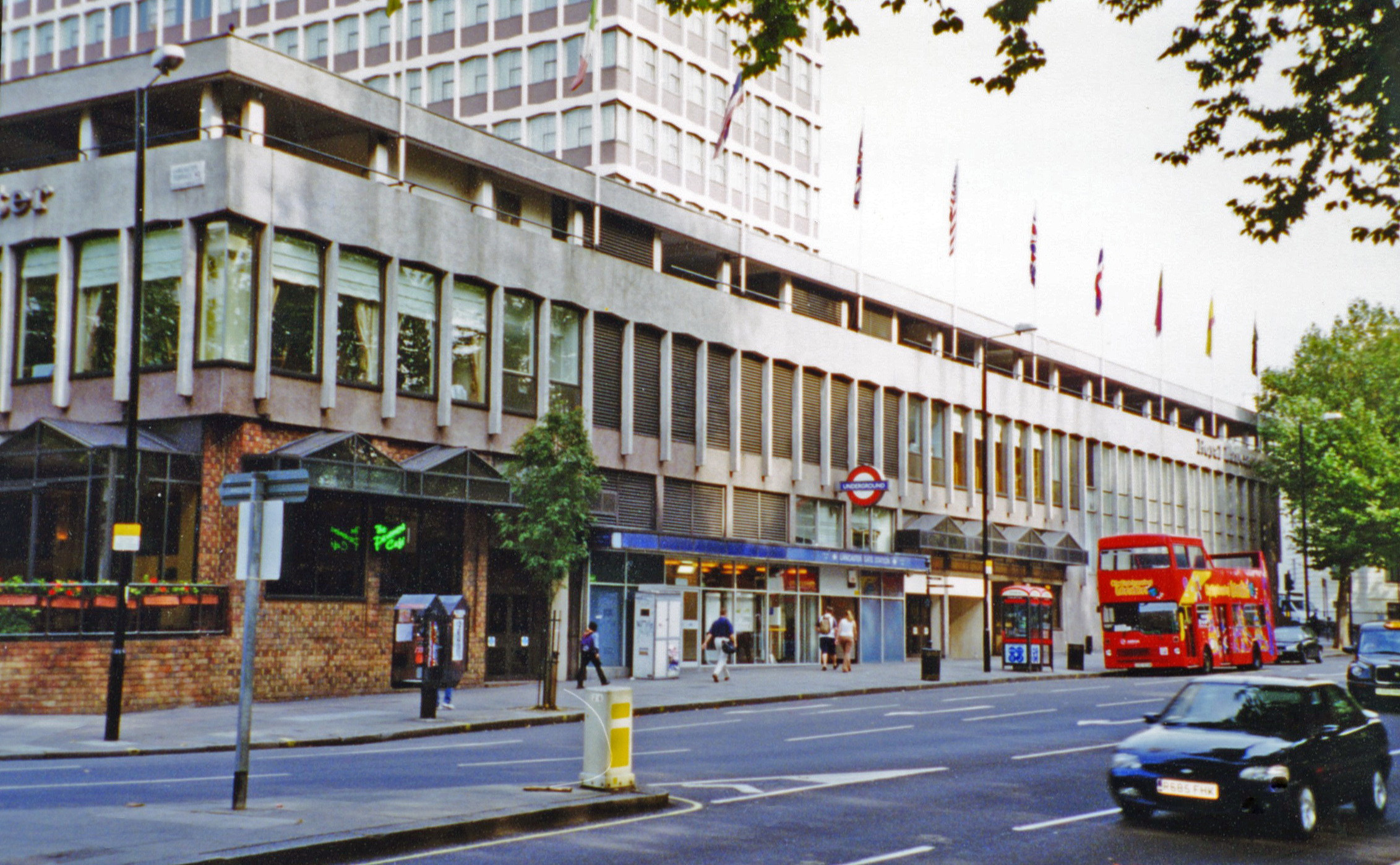
Estação em 2002 antes da fachada ser revestida

A estação Lancaster Gate foi inaugurada em 30 de julho de 1900 pela Central London Railway (agora a linha Central). O edifício da estação original era típico do trabalho do arquiteto original da linha, Harry Bell Measures. Foi demolido e um novo edifício de superfície construído como parte do desenvolvimento acima em 1968. O empreendimento foi projetado por TP Bennett & Son como um bloco de escritórios, mas logo depois convertido em hotel. Em 2004-05, os andares inferiores do hotel foram revestidos novamente em pedra branca com um projeto de Eric Parry Architects. O hotel recebeu permissão de planejamento para o revestimento para incluir a fachada da estação.

### Reforma
O Lancaster Gate foi fechado de julho a novembro de 2006 para que os elevadores e outras partes da estação pudessem ser reformados. As falhas crônicas do elevador da estação foram consideradas pela Transport for London como um risco à segurança e uma inconveniência para os passageiros. O patrocínio aumentou ao longo dos anos e, como resultado, a pequena área da bilheteria da estação costuma ficar congestionada, especialmente nos fins de semana.
A estação Lancaster Gate também foi fechada de janeiro a junho de 2017 para substituição completa dos elevadores. Devido ao pequeno tamanho da estação, não era viável fazer um elevador de cada vez, por isso foi considerado necessário fechar toda a estação.

## Localização
Apesar do nome, a estação fica perto da entrada de Marlborough Gate para Hyde Park/Kensington Gardens, cerca de 300m a leste da entrada de Lancaster Gate.
A estação fica a uma curta distância da estação de Paddington, proporcionando um intercâmbio conveniente entre a linha Central e a estação da linha principal, embora isso não seja destacado no mapa do metrô. O relatório de setembro de 2011 da Transport for London "Central London Rail Termini: analisando os padrões de viagem dos passageiros" não incluiu o uso do Lancaster Gate como meio de ir de Paddington à linha Central.

## Conexões
As linhas de ônibus de Londres 94, 148, 274 e a linha noturna N207 de Londres servem a estação

## Galeria

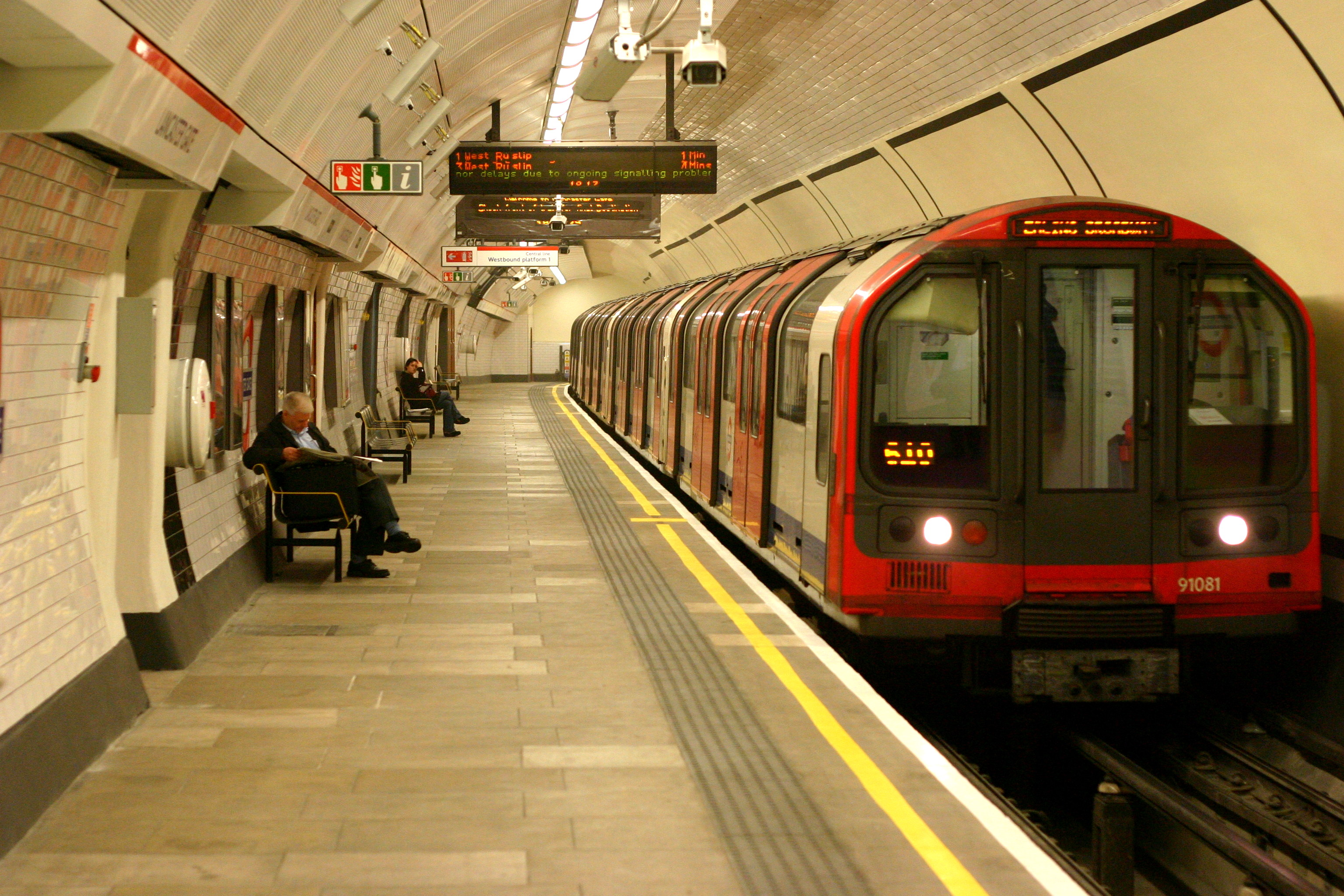
1992 Stock em um serviço no sentido oeste
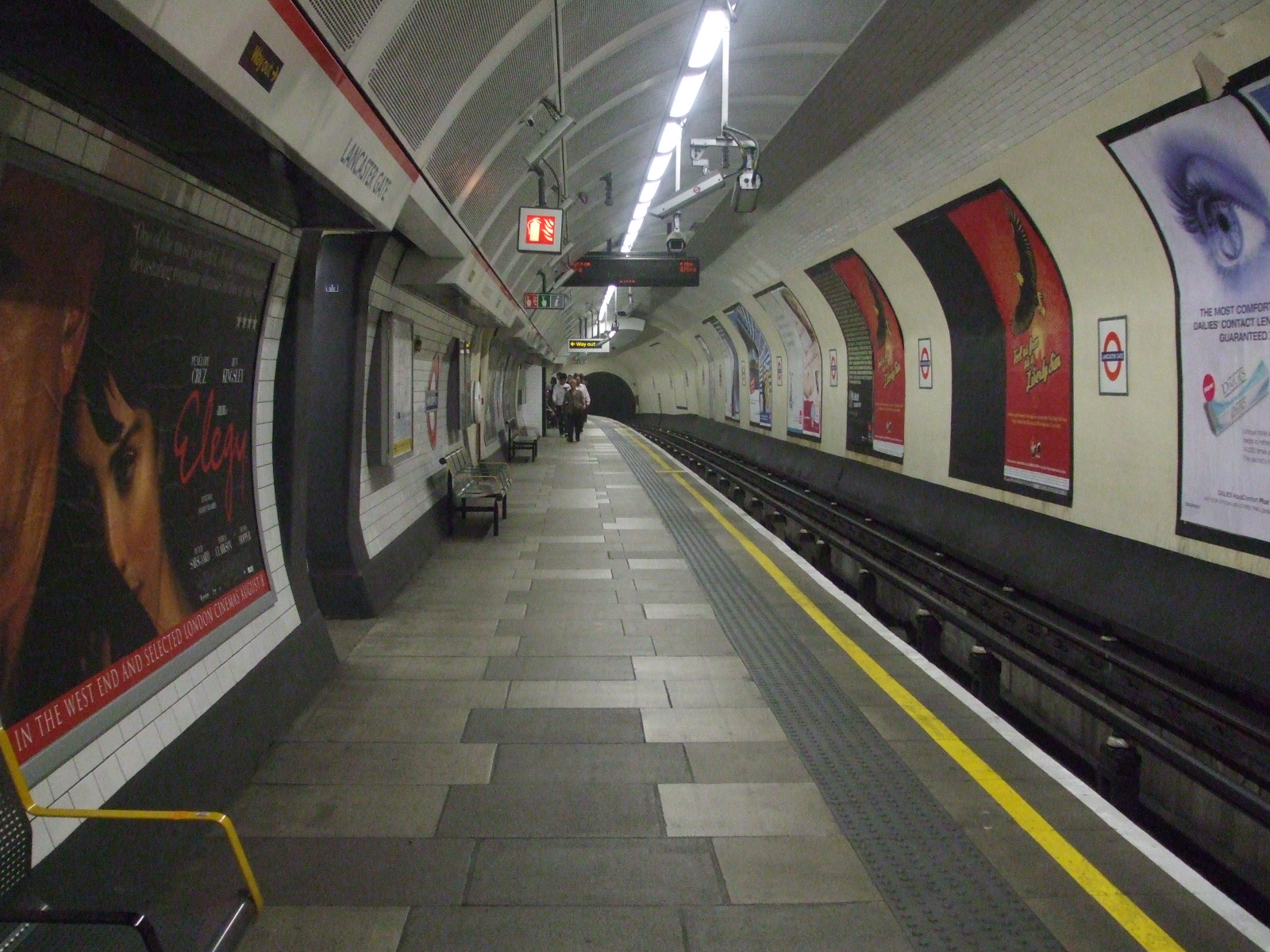
Plataforma leste
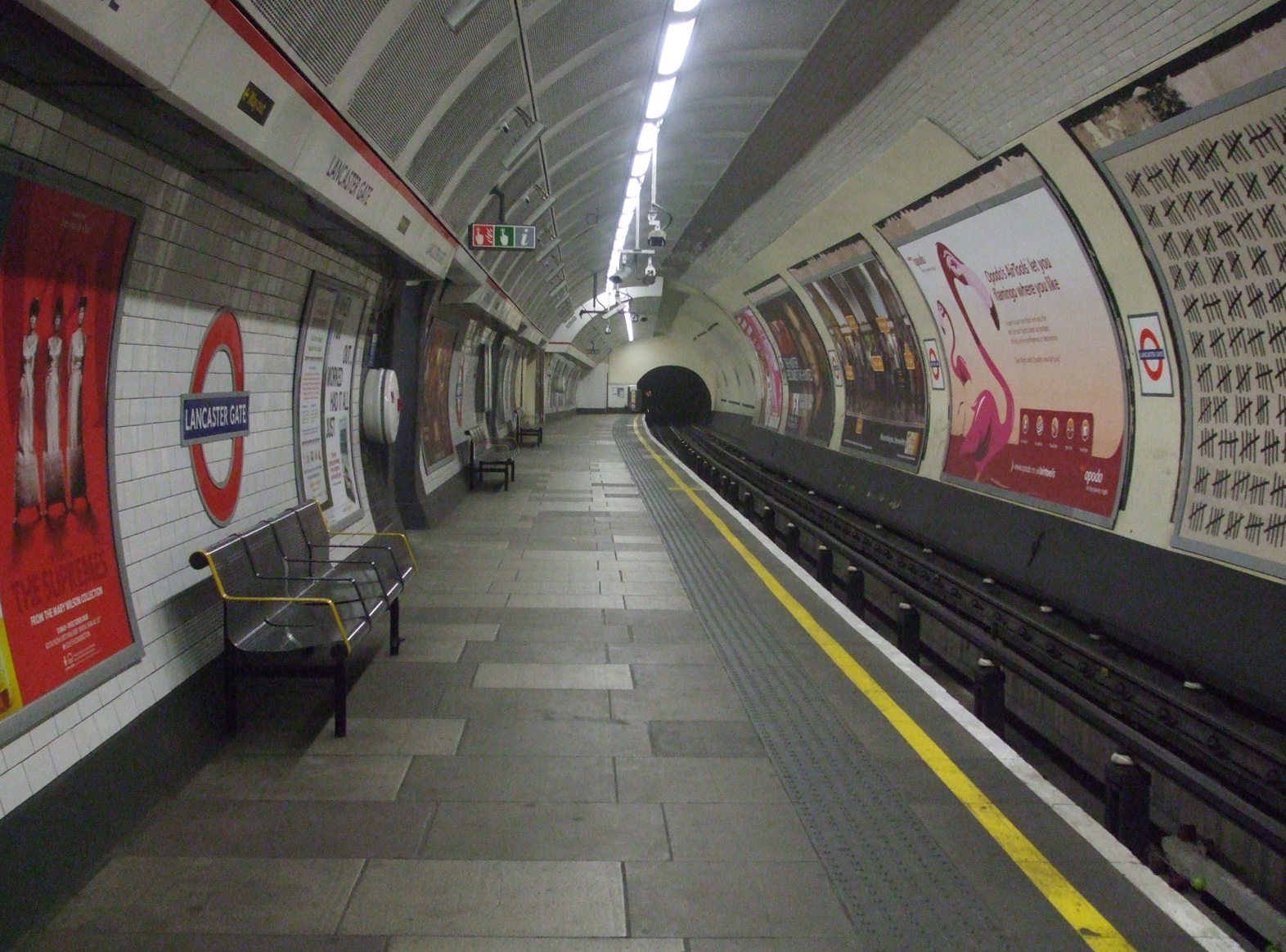
Plataforma oeste
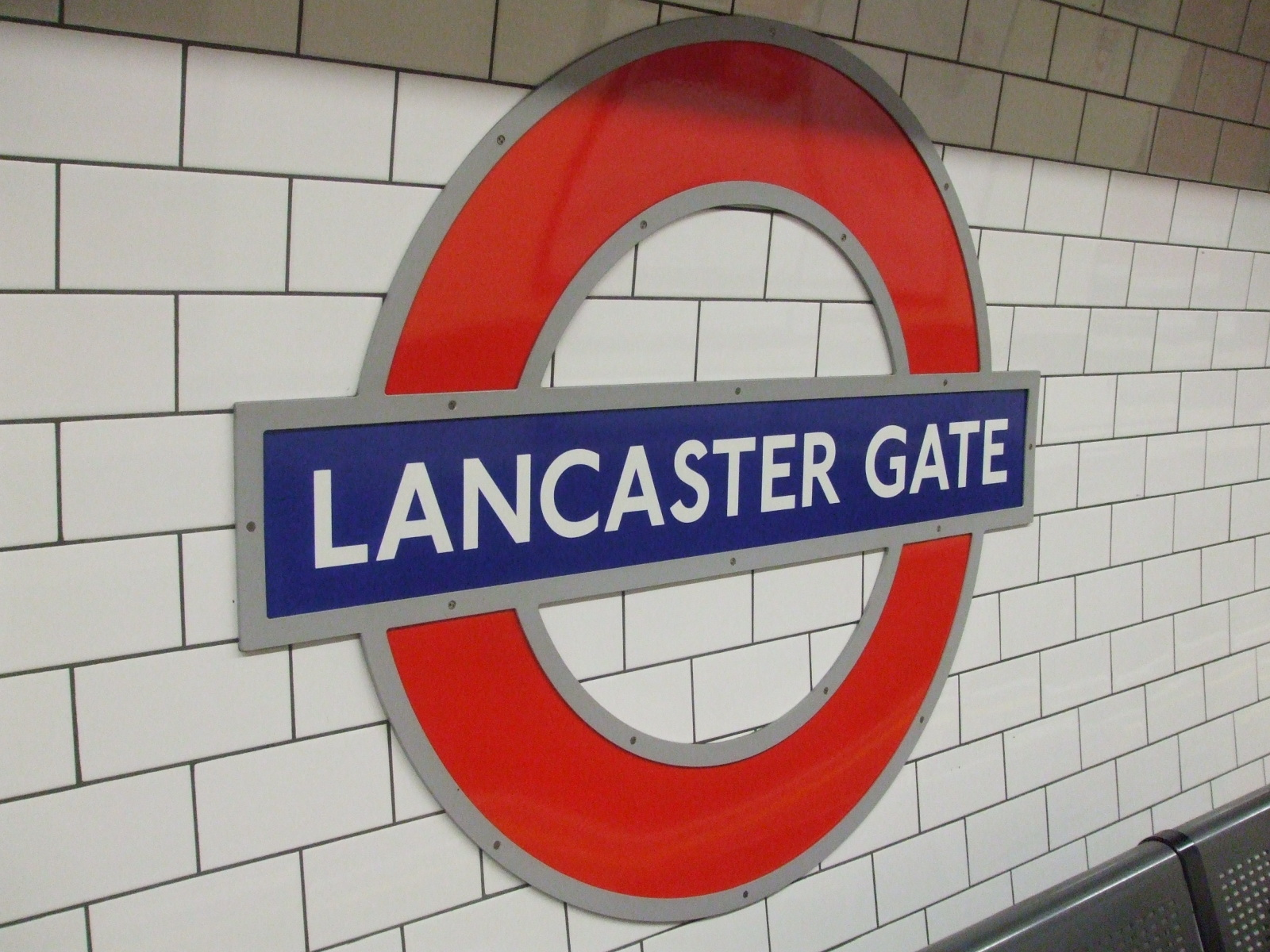
Roundel na plataforma